# Championnats du monde juniors de patinage artistique 2005
Navigation
Édition précédente Édition suivante
Les Championnats du monde juniors de patinage artistique 2005 ont lieu du 28 février au 6 mars 2005 au Memorial Auditorium Complex de Kitchener au Canada.
Après deux saisons d'essais lors des épreuves du Grand Prix ISU, le nouveau système de jugement est mis en place pour la première fois dans les quatre grands championnats ISU de cette saison 2004/2005 (championnats d'Europe, championnats des quatre continents, championnats du monde juniors et championnats du monde). Il remplace le système de notation 6.0, à la suite du scandale des jeux olympiques d'hiver de 2002.
À partir de cette saison 2004/2005, les danseurs sur glace juniors ne présentent plus qu'une seule danse imposée au lieu de deux.

## Qualifications
Les patineurs sont éligibles à l'épreuve s'ils représentent une nation membre de l'Union internationale de patinage (International Skating Union en anglais) et s'ils ont atteint l'âge de 13 ans et pas encore 19 ans avant le 1er juillet 2004, sauf pour les messieurs qui participent au patinage en couple et à la danse sur glace où l'âge maximum est de 21 ans. Les fédérations nationales sélectionnent leurs patineurs en fonction de leurs propres critères, mais l'Union internationale de patinage exige un score minimum d'éléments techniques (Technical Elements Score en anglais) lors d'une compétition internationale avant les championnats du monde juniors.
Sur la base des résultats des championnats du monde juniors 2004, l'Union internationale de patinage autorise chaque pays à avoir de une à trois inscriptions par discipline.
| Nombre d'inscriptions                                             | Messieurs                | Dames                             | Couples               | Danse sur glace                                          |
| ----------------------------------------------------------------- | ------------------------ | --------------------------------- | --------------------- | -------------------------------------------------------- |
| 3                                                                 | France Russie États-Unis | Japon États-Unis                  | Canada Russie Ukraine | Russie                                                   |
| 2                                                                 | Canada Japon             | Canada Chine Hongrie Russie Suède | États-Unis            | Canada Hongrie Israël Italie Tchéquie Ukraine États-Unis |
| Si non répertorié ci-dessus, une seule inscription est autorisée. |                          |                                   |                       |                                                          |

Pour la treizième année, l'Union internationale de patinage impose une ronde des qualifications pour les catégories individuelles masculine et féminine. Les qualifications sont divisées en deux groupes A et B. Pour ces mondiaux juniors 2005, le top 15 de chaque groupe accède au programme court, puis le top 24 accède au programme libre. Les scores des qualifications comptent pour le score final.
En danse sur glace, la danse imposée est le blues.

## Podiums
| Épreuves                            | Or                                | Argent                       | Bronze                               |
| ----------------------------------- | --------------------------------- | ---------------------------- | ------------------------------------ |
| Messieurs résultats détaillés       | Nobunari Oda                      | Yannick Ponsero              | Sergei Dobrin                        |
| Dames résultats détaillés           | Mao Asada                         | Kim Yuna                     | Emily Hughes                         |
| Couples résultats détaillés         | Maria Mukhortova / Maksim Trankov | Jessica Dubé / Bryce Davison | Tatiana Kokoreva / Egor Golovkin     |
| Danse sur glace résultats détaillés | Morgan Matthews / Maxim Zavozin   | Tessa Virtue / Scott Moir    | Anastasia Gorshkova / Ilia Tkachenko |

## Tableau des médailles
| Rang  | Nation       | Or | Argent | Bronze | Total |
| ----- | ------------ | -- | ------ | ------ | ----- |
| 1     | Japon        | 2  | 0      | 0      | 2     |
| 2     | Russie       | 1  | 0      | 3      | 4     |
| 3     | États-Unis   | 1  | 0      | 1      | 2     |
| 4     | Canada       | 0  | 2      | 0      | 2     |
| 5     | Corée du Sud | 0  | 1      | 0      | 1     |
| 5     | France       | 0  | 1      | 0      | 1     |
| Total | Total        | 4  | 4      | 4      | 12    |

## Détails des compétitions

### Messieurs
| Rang                                        | Nom                   | Nation           | Qualifications A | Qualifications A | Qualifications B | Qualifications B | Points | Programme court | Programme court | Programme libre | Programme libre |
| ------------------------------------------- | --------------------- | ---------------- | ---------------- | ---------------- | ---------------- | ---------------- | ------ | --------------- | --------------- | --------------- | --------------- |
| 1                                           | Nobunari Oda          | Japon            | 1                | 121.30           |                  |                  | 196.42 | 2               | 64.33           | 1               | 132.09          |
| 2                                           | Yannick Ponsero       | France           | 3                | 109.34           |                  |                  | 185.45 | 1               | 64.90           | 2               | 120.55          |
| 3                                           | Sergei Dobrin         | Russie           |                  |                  | 5                | 104.80           | 179.02 | 3               | 60.18           | 4               | 118.84          |
| 4                                           | Jordan Brauninger     | États-Unis       |                  |                  | 2                | 110.58           | 178.32 | 5               | 59.00           | 3               | 119.32          |
| 5                                           | Guan Jinlin           | Chine            |                  |                  | 8                | 90.42            | 166.45 | 6               | 57.04           | 5               | 109.41          |
| 6                                           | Yasuharu Nanri        | Japon            | 7                | 96.34            |                  |                  | 162.94 | 4               | 59.60           | 9               | 103.34          |
| 7                                           | Patrick Chan          | Canada           | 2                | 110.22           |                  |                  | 161.01 | 11              | 53.24           | 6               | 107.77          |
| 8                                           | Shaun Rogers          | États-Unis       |                  |                  | 4                | 107.64           | 160.73 | 7               | 55.72           | 7               | 105.01          |
| 9                                           | Alban Préaubert       | France           |                  |                  | 3                | 108.00           | 153.03 | 8               | 55.12           | 12              | 97.91           |
| 10                                          | Christopher Mabee     | Canada           | 14               | 72.12            |                  |                  | 153.02 | 9               | 54.78           | 11              | 98.24           |
| 11                                          | Jérémie Colot         | France           | 4                | 101.50           |                  |                  | 152.82 | 16              | 48.36           | 8               | 104.46          |
| 12                                          | Viktor Pfeifer        | Autriche         | 6                | 97.28            |                  |                  | 152.57 | 12              | 52.97           | 10              | 99.60           |
| 13                                          | Adrian Schultheiss    | Suède            | 5                | 100.50           |                  |                  | 145.96 | 10              | 54.71           | 15              | 91.25           |
| 14                                          | Przemysław Domański   | Pologne          |                  |                  | 7                | 95.10            | 139.14 | 18              | 45.60           | 13              | 93.54           |
| 15                                          | Juan Legaz            | Espagne          | 9                | 79.90            |                  |                  | 138.88 | 13              | 50.42           | 16              | 88.46           |
| 16                                          | Elliot Hilton         | Royaume-Uni      |                  |                  | 13               | 75.56            | 136.83 | 19              | 45.03           | 14              | 91.80           |
| 17                                          | Clemens Brummer       | Allemagne        | 11               | 77.20            |                  |                  | 131.38 | 15              | 48.74           | 20              | 82.64           |
| 18                                          | Moris Pfeifhofer      | Suisse           |                  |                  | 11               | 80.64            | 130.88 | 17              | 48.04           | 19              | 82.84           |
| 19                                          | Paolo Bacchini        | Italie           | 8                | 88.46            |                  |                  | 130.63 | 22              | 43.28           | 17              | 87.35           |
| 20                                          | Valtter Virtanen      | Finlande         | 10               | 78.22            |                  |                  | 129.08 | 20              | 44.59           | 18              | 84.49           |
| 21                                          | Vitali Sazonets       | Ukraine          | 12               | 73.18            |                  |                  | 121.08 | 23              | 43.00           | 21              | 78.08           |
| 22                                          | Luka Čadež            | Slovénie         | 13               | 72.16            |                  |                  | 117.08 | 21              | 44.29           | 22              | 72.79           |
| 23                                          | Michael Chrolenko     | Norvège          | 15               | 66.32            |                  |                  | 107.18 | 24              | 41.08           | 23              | 66.10           |
| Abandon                                     | Alexander Uspenski    | Russie           |                  |                  | 1                | 113.30           |        | 14              | 50.00           |                 |                 |
| Patineurs éliminés après le programme court |                       |                  |                  |                  |                  |                  |        |                 |                 |                 |                 |
| 25                                          | Wesley Campbell       | États-Unis       |                  |                  | 9                | 90.28            |        | 25              | 39.24           | NC              | NC              |
| 26                                          | Tomáš Janečko         | Tchéquie         |                  |                  | 10               | 88.30            |        | 26              | 38.40           | NC              | NC              |
| 27                                          | Georgi Kenchadze      | Bulgarie         |                  |                  | 14               | 68.98            |        | 27              | 35.81           | NC              | NC              |
| 28                                          | Taras Rajec           | Slovaquie        |                  |                  | 12               | 78.06            |        | 28              | 35.43           | NC              | NC              |
| 29                                          | Tomas Katukevicius    | Lituanie         |                  |                  | 15               | 68.78            |        | 29              | 32.42           | NC              | NC              |
| Abandon                                     | Sergey Voronov        | Russie           |                  |                  | 6                | 96.34            |        |                 |                 | NC              | NC              |
| Patineurs éliminés après les qualifications |                       |                  |                  |                  |                  |                  |        |                 |                 |                 |                 |
| 31                                          | Evgeni Krasnapolski   | Israël           | 16               | 65.54            |                  |                  |        | NC              | NC              | NC              | NC              |
| 32                                          | Robert McNamara       | Australie        |                  |                  | 16               | 64.72            |        | NC              | NC              | NC              | NC              |
| 33                                          | Miguel Angel Moyron   | Mexique          | 17               | 62.72            |                  |                  |        | NC              | NC              | NC              | NC              |
| 34                                          | Joel Watson           | Nouvelle-Zélande |                  |                  | 17               | 60.00            |        | NC              | NC              | NC              | NC              |
| 35                                          | Justin Pietersen      | Afrique du Sud   |                  |                  | 18               | 58.88            |        | NC              | NC              | NC              | NC              |
| 36                                          | Boris Martinec        | Croatie          | 18               | 57.08            |                  |                  |        | NC              | NC              | NC              | NC              |
| 37                                          | Kutay Eryoldas        | Turquie          |                  |                  | 19               | 56.06            |        | NC              | NC              | NC              | NC              |
| 38                                          | Andy Chen             | Taipei chinois   |                  |                  | 20               | 49.58            |        | NC              | NC              | NC              | NC              |
| 39                                          | Zoltán Kelemen        | Roumanie         | 19               | 47.94            |                  |                  |        | NC              | NC              | NC              | NC              |
| 40                                          | Phanyaluck Raisuksiri | Thaïlande        | 20               | 33.20            |                  |                  |        | NC              | NC              | NC              | NC              |

### Dames
| Rang                                          | Nom                    | Nation         | Qualifications A | Qualifications A | Qualifications B | Qualifications B | Points | Programme court | Programme court | Programme libre | Programme libre |
| --------------------------------------------- | ---------------------- | -------------- | ---------------- | ---------------- | ---------------- | ---------------- | ------ | --------------- | --------------- | --------------- | --------------- |
| 1                                             | Mao Asada              | Japon          | 1                | 112.32           |                  |                  | 179.24 | 1               | 60.11           | 1               | 119.13          |
| 2                                             | Kim Yuna               | Corée du Sud   |                  |                  | 1                | 102.98           | 158.93 | 6               | 48.67           | 2               | 110.26          |
| 3                                             | Emily Hughes           | États-Unis     |                  |                  | 6                | 83.12            | 147.89 | 5               | 51.42           | 3               | 96.47           |
| 4                                             | Kimmie Meissner        | États-Unis     | 4                | 81.94            |                  |                  | 146.63 | 3               | 52.67           | 4               | 93.96           |
| 5                                             | Elene Gedevanishvili   | Géorgie        | 6                | 70.28            |                  |                  | 139.11 | 7               | 48.42           | 5               | 90.69           |
| 6                                             | Alissa Czisny          | États-Unis     | 8                | 69.26            |                  |                  | 136.99 | 2               | 52.91           | 8               | 84.08           |
| 7                                             | Xu Binshu              | Chine          | 3                | 85.12            |                  |                  | 136.22 | 4               | 51.61           | 7               | 84.61           |
| 8                                             | Mira Leung             | Canada         |                  |                  | 2                | 91.92            | 132.66 | 12              | 43.22           | 6               | 89.44           |
| 9                                             | Aki Sawada             | Japon          | 2                | 93.38            |                  |                  | 130.49 | 8               | 47.77           | 9               | 82.72           |
| 10                                            | Kiira Korpi            | Finlande       |                  |                  | 4                | 88.12            | 126.63 | 11              | 43.93           | 10              | 82.70           |
| 11                                            | Amanda Billings        | Canada         | 5                | 79.42            |                  |                  | 121.35 | 9               | 45.93           | 12              | 75.42           |
| 12                                            | Veronika Kropotina     | Russie         |                  |                  | 7                | 77.82            | 119.75 | 10              | 45.85           | 13              | 73.90           |
| 13                                            | Lilia Biktagirova      | Russie         |                  |                  | 3                | 89.32            | 113.54 | 22              | 36.45           | 11              | 77.09           |
| 14                                            | Akiko Kitamura         | Japon          |                  |                  | 5                | 83.34            | 111.02 | 17              | 38.91           | 15              | 72.11           |
| 15                                            | Amanda Nylander        | Suède          | 7                | 69.80            |                  |                  | 110.20 | 21              | 36.78           | 14              | 73.42           |
| 16                                            | Valentina Marchei      | Italie         |                  |                  | 8                | 70.94            | 104.74 | 15              | 40.60           | 18              | 64.14           |
| 17                                            | Ekaterina Proyda       | Ukraine        |                  |                  | 11               | 63.08            | 104.64 | 14              | 40.84           | 19              | 63.80           |
| 18                                            | Isabelle Nylander      | Suède          |                  |                  | 12               | 61.82            | 103.08 | 24              | 33.59           | 16              | 69.49           |
| 19                                            | Nadège Bobillier       | France         |                  |                  | 9                | 66.80            | 102.43 | 19              | 37.32           | 17              | 65.11           |
| 20                                            | Jelena Glebova         | Estonie        | 15               | 53.80            |                  |                  | 100.64 | 16              | 39.75           | 22              | 60.89           |
| 21                                            | Tammy Sutan            | Thaïlande      |                  |                  | 13               | 59.94            | 100.53 | 18              | 38.05           | 21              | 62.48           |
| 22                                            | Tamar Katz             | Israël         | 12               | 57.68            |                  |                  | 98.00  | 13              | 41.95           | 24              | 56.05           |
| 23                                            | Radka Bártová          | Slovaquie      | 9                | 61.12            |                  |                  | 97.85  | 23              | 34.47           | 20              | 63.38           |
| 24                                            | Ilona Senderek         | Pologne        |                  |                  | 10               | 65.18            | 96.58  | 20              | 36.81           | 23              | 59.77           |
| Patineuses éliminées après le programme court |                        |                |                  |                  |                  |                  |        |                 |                 |                 |                 |
| 25                                            | Cindy Carquillat       | Suisse         | 11               | 59.20            |                  |                  |        | 25              | 33.34           | NC              | NC              |
| 26                                            | Bianka Padar           | Hongrie        | 10               | 59.52            |                  |                  |        | 26              | 32.81           | NC              | NC              |
| 27                                            | Emily Naphtal          | Mexique        |                  |                  | 14               | 54.34            |        | 27              | 31.13           | NC              | NC              |
| 28                                            | Jody Annandale         | Royaume-Uni    |                  |                  | 15               | 52.82            |        | 28              | 29.27           | NC              | NC              |
| 29                                            | Phoebe Di Tommaso      | Australie      | 14               | 54.30            |                  |                  |        | 29              | 29.11           | NC              | NC              |
| 30                                            | Jocelyn Ho             | Taipei chinois | 13               | 54.36            |                  |                  |        | 30              | 27.97           | NC              | NC              |
| Patineuses éliminées après les qualifications |                        |                |                  |                  |                  |                  |        |                 |                 |                 |                 |
| 31                                            | Tünde Sepa             | Hongrie        |                  |                  | 16               | 52.36            |        | NC              | NC              | NC              | NC              |
| 32                                            | Anna Bernauer          | Luxembourg     | 16               | 50.34            |                  |                  |        | NC              | NC              | NC              | NC              |
| 33                                            | Sharon Resseler        | Pays-Bas       | 17               | 49.18            |                  |                  |        | NC              | NC              | NC              | NC              |
| 34                                            | Kathrin Freudelsperger | Autriche       |                  |                  | 17               | 47.80            |        | NC              | NC              | NC              | NC              |
| 35                                            | Megan Allely           | Afrique du Sud |                  |                  | 18               | 46.42            |        | NC              | NC              | NC              | NC              |
| 36                                            | Maria Dikanovic        | Croatie        |                  |                  | 19               | 46.24            |        | NC              | NC              | NC              | NC              |
| 37                                            | Maria Balaba           | Lettonie       | 18               | 45.82            |                  |                  |        | NC              | NC              | NC              | NC              |
| 38                                            | Inmaculada Robledo     | Espagne        | 19               | 45.46            |                  |                  |        | NC              | NC              | NC              | NC              |
| 39                                            | Nina Ivanova           | Bulgarie       |                  |                  | 20               | 45.40            |        | NC              | NC              | NC              | NC              |
| 40                                            | Roxana Boamfa          | Roumanie       | 20               | 43.62            |                  |                  |        | NC              | NC              | NC              | NC              |
| 41                                            | Beril Bektas           | Turquie        | 21               | 41.34            |                  |                  |        | NC              | NC              | NC              | NC              |
| 42                                            | Rūta Gajauskaitė       | Lituanie       |                  |                  | 21               | 41.30            |        | NC              | NC              | NC              | NC              |
| 43                                            | Emma Hagieva           | Azerbaïdjan    | 22               | 37.06            |                  |                  |        | NC              | NC              | NC              | NC              |

### Couples
| Rang    | Nom                               | Pays        | Points | Programme court | Programme court | Programme libre | Programme libre |
| ------- | --------------------------------- | ----------- | ------ | --------------- | --------------- | --------------- | --------------- |
| 1       | Maria Mukhortova / Maksim Trankov | Russie      | 150.91 | 3               | 52.58           | 1               | 98.33           |
| 2       | Jessica Dubé / Bryce Davison      | Canada      | 146.56 | 2               | 53.89           | 2               | 92.67           |
| 3       | Tatiana Kokoreva / Egor Golovkin  | Russie      | 144.12 | 1               | 54.46           | 3               | 89.66           |
| 4       | Mariel Miller / Rockne Brubaker   | États-Unis  | 139.64 | 4               | 51.54           | 5               | 88.10           |
| 5       | Angelika Pylkina / Niklas Hogner  | Suède       | 138.01 | 5               | 48.39           | 4               | 89.62           |
| 6       | Elena Efaieva / Alexei Menshikov  | Russie      | 131.16 | 10              | 44.27           | 6               | 86.89           |
| 7       | Michelle Cronin / Brian Shales    | Canada      | 130.35 | 9               | 44.72           | 7               | 85.63           |
| 8       | Meagan Duhamel / Ryan Arnold      | Canada      | 129.95 | 6               | 47.86           | 8               | 82.09           |
| 9       | Julia Vlassov / Drew Meekins      | États-Unis  | 121.10 | 7               | 45.42           | 9               | 75.68           |
| 10      | An Ni / Wu Yiming                 | Chine       | 113.90 | 11              | 40.57           | 10              | 73.33           |
| 11      | Stacey Kemp / David King          | Royaume-Uni | 109.52 | 12              | 39.71           | 11              | 69.81           |
| 12      | Alina Dikhtiar / Filip Zalevski   | Ukraine     | 105.46 | 13              | 38.40           | 12              | 67.06           |
| 13      | Klara Zoubkova / Miroslav Verner  | Tchéquie    | 98.08  | 15              | 36.01           | 13              | 62.07           |
| 14      | Julia Goreeva / Roman Talan       | Ukraine     | 94.57  | 14              | 38.24           | 14              | 56.33           |
| Abandon | Rebecca Handke / Daniel Wende     | Allemagne   |        | 8               | 44.81           |                 |                 |

### Danse sur glace
| Rang                                               | Nom                                     | Nation      | Points | Danse imposée | Danse imposée | Danse originale | Danse originale | Danse libre | Danse libre |
| -------------------------------------------------- | --------------------------------------- | ----------- | ------ | ------------- | ------------- | --------------- | --------------- | ----------- | ----------- |
| 1                                                  | Morgan Matthews / Maxim Zavozin         | États-Unis  | 187.51 | 1             | 39.89         | 1               | 59.89           | 1           | 88.73       |
| 2                                                  | Tessa Virtue / Scott Moir               | Canada      | 183.42 | 2             | 36.91         | 2               | 58.33           | 2           | 88.18       |
| 3                                                  | Anastasia Gorshkova / Ilia Tkachenko    | Russie      | 167.22 | 4             | 34.58         | 3               | 55.35           | 4           | 77.29       |
| 4                                                  | Alexandra Zaretski / Roman Zaretski     | Israël      | 165.76 | 3             | 36.58         | 4               | 52.82           | 5           | 76.36       |
| 5                                                  | Natalia Mikhailova / Arkadi Sergeev     | Russie      | 162.08 | 7             | 33.92         | 6               | 50.42           | 3           | 77.74       |
| 6                                                  | Anastasia Platonova / Andrei Maximishin | Russie      | 160.40 | 6             | 34.02         | 5               | 50.90           | 6           | 75.48       |
| 7                                                  | Siobhan Karam / Joshua McGrath          | Canada      | 153.45 | 8             | 32.26         | 7               | 47.97           | 7           | 73.22       |
| 8                                                  | Trina Pratt / Todd Gilles               | États-Unis  | 143.92 | 9             | 32.06         | 16              | 40.34           | 8           | 71.52       |
| 9                                                  | Camilla Pistorello / Luca Lanotte       | Italie      | 136.66 | 10            | 30.48         | 11              | 44.14           | 12          | 62.04       |
| 10                                                 | Kamila Hájková / David Vincour          | Tchéquie    | 136.53 | 14            | 29.07         | 9               | 44.52           | 11          | 62.94       |
| 11                                                 | Petra Pachlova / Petr Knoth             | Tchéquie    | 135.69 | 13            | 29.40         | 12              | 42.28           | 9           | 64.01       |
| 12                                                 | Rina Thieleke / Sascha Rabe             | Allemagne   | 134.10 | 19            | 26.59         | 10              | 44.33           | 10          | 63.18       |
| 13                                                 | Pernelle Carron / Edouard Dezutter      | France      | 131.67 | 11            | 29.86         | 14              | 41.57           | 13          | 60.24       |
| 14                                                 | Huang Xintong / Zheng Xun               | Chine       | 131.45 | 12            | 29.58         | 13              | 41.97           | 14          | 59.90       |
| 15                                                 | Grethe Grünberg / Kristian Rand         | Estonie     | 126.85 | 16            | 27.80         | 17              | 39.89           | 15          | 59.16       |
| 16                                                 | Joanna Budner / Jan Mościcki            | Pologne     | 124.42 | 18            | 26.73         | 15              | 40.49           | 16          | 57.20       |
| 17                                                 | Alina Saprikina / Pavel Khimich         | Ukraine     | 119.21 | 17            | 27.76         | 18              | 38.08           | 17          | 53.37       |
| 18                                                 | Elena Georgieva / Mikhail Tikhonravov   | Ukraine     | 112.02 | 20            | 24.90         | 21              | 35.25           | 18          | 51.87       |
| 19                                                 | Kayla Nicole Frey / Deividas Stagniūnas | Lituanie    | 105.91 | 21            | 23.48         | 20              | 36.03           | 20          | 46.40       |
| 20                                                 | Nora von Bergen / Boris Räber           | Suisse      | 103.76 | 23            | 21.38         | 22              | 33.18           | 19          | 49.20       |
| 21                                                 | Olivia Lalatka / Gabor Balint           | Hongrie     | 99.56  | 22            | 22.59         | 23              | 31.31           | 21          | 45.66       |
| 22                                                 | Anna Galcheniuk / Oleg Krupen           | Biélorussie | 93.96  | 25            | 19.41         | 24              | 31.07           | 22          | 43.48       |
| Abandon                                            | Anna Cappellini / Matteo Zanni          | Italie      |        | 4             | 34.58         | 8               | 47.09           |             |             |
| Abandon                                            | Zsuzsanna Nagy / György Elek            | Hongrie     |        | 15            | 27.96         | 19              | 37.86           |             |             |
| Couples de danse éliminés après la danse originale |                                         |             |        |               |               |                 |                 |             |             |
| 25                                                 | Simona Kopsova / Gabriel Mistelbauer    | Autriche    |        | 24            | 19.79         | 26              | 26.96           | NC          | NC          |
| 26                                                 | Danielle O'Brien / Gregory Merriman     | Australie   |        | 26            | 16.81         | 25              | 28.94           | NC          | NC          |
| 27                                                 | Ina Demireva / Tsvetan Georgiev         | Bulgarie    |        | 27            | 13.16         | 27              | 23.15           | NC          | NC          |